# 覃卫东
覃卫东（1952年2月—），男性，广东清远人。中华人民共和国政治人物。1972年加入中国共产党。华南师范学院（现华南师范大学）干部专修科政治班毕业，用拥有中共中央党校经济管理专业在职研究生学历。

## 生平
历任共青团韶关市委书记；中共韶关市浈江区委副书记、区长、区委书记，市委常委兼乳源县委书记，市委副书记、副市长、代市长、市长、市委书记、市人大常委会主任；肇庆市委书记、市人大常委会主任等职。2011年1月当选广东省政协副主席。